# Lego: Fabryka bohaterów
Lego Hero Factory: Pierwsze akcje rekrutów / Hero Factory: Fabryka bohaterów / Lego: Fabryka bohaterów (LEGO Hero Factory / Hero Factory) – amerykański miniserial, który premierę miał 20 września 2010 roku na Nickelodeon.

## Wersja polska
Wersja polska: SDI Media Polska

Udział wzięli:
- Grzegorz Pawlak – Preston Stormer
- Krzysztof Banaszyk – Jimi Stringer
- Paweł Ciołkosz – William Furno
- Dariusz Odija – Dunkan Bulk
- Zuzanna Galia – Natalia Breez
- Wojciech Paszkowski – Zib
- Grzegorz Drojewski – Mark Surge
- Stefan Knothe – Pan Makuro
- Andrzej Chudy – Corroder
- Anna Sztejner – 
  - operatorka,
  - Daniella Capricorn
- Mirosław Zbrojewicz – Rotor
- Przemysław Nikiel
  - Xplode
  - Voltix
- Grzegorz Kwiecień – Meltdown
- Krzysztof Zakrzewski – Thunder
- Leszek Filipowicz – Von Nebula
- Jakub Szydłowski – Fire Lord
- Paweł Szczesny – Drilldozer
- Mirosław Wieprzewski – Nitroblast
- Wojciech Machnicki – Jetbug
- Radosław Popłonikowski – Mekron
- Przemysław Stippa – Rocka
- Łukasz Talik – Nex
- Mikołaj Klimek – Witch Doctor
- Katarzyna Łaska – dziennikarka
- Krzysztof Szczerbiński

## Spis odcinków
| Premiera odcinka (DVD)                | Premiera odcinka (TV) | Nr | Polski tytuł              | Angielski tytuł     |  |
| ------------------------------------- | --------------------- | -- | ------------------------- | ------------------- |  |
|                                       |                       |    |                           |                     |  |
| SERIA PIERWSZA                        |                       |    |                           |                     |  |
|                                       |                       |    |                           |                     |  |
| 25.03.2011                            | 14.05.2011            | 01 | Chrzest ognia             | Trails of Furno     |  |
| 25.03.2011                            |                       |    |                           |                     |  |
| 25.03.2011                            | 14.05.2011            | 02 | Kryzys rdzeni             | Core Crisis         |  |
| 25.03.2011                            |                       |    |                           |                     |  |
| 25.03.2011                            | 15.05.2011            | 03 | Wróg wewnętrzny           | The Enemy Within    |  |
| 25.03.2011                            |                       |    |                           |                     |  |
| 25.03.2011                            | 15.05.2011            | 04 | Von Nebula                | Von Nebula          |  |
|                                       |                       |    |                           |                     |  |
| SERIA DRUGA - PIERWSZE AKCJE REKRUTÓW |                       |    |                           |                     |  |
|                                       |                       |    |                           |                     |  |
| 17.08.2012                            | 17.12.2011            | 05 | Ognista przeprawa         | Ordeal of Fire      |  |
| 17.08.2012                            |                       |    |                           |                     |  |
| 17.08.2012                            | 17.12.2011            | 06 | Dzika planeta             | Savage Planet       |  |
| 17.08.2012                            | 17.12.2011            | 07 | Dzika planeta             | Savage Planet       |  |
|                                       |                       |    |                           |                     |  |
| SERIA TRZECIA - BREAKOUT              |                       |    |                           |                     |  |
|                                       |                       |    |                           |                     |  |
|                                       |                       | 08 | Breakout: Wielka Ucieczka | Breakout            |  |
|                                       | 09                    |    | Breakout: Wielka Ucieczka | Breakout            |  |
|                                       |                       |    |                           |                     |  |
| SERIA CZWARTA - BITWY BESTII          |                       |    |                           |                     |  |
|                                       |                       |    |                           |                     |  |
|                                       |                       | 10 | Atak Mózgów               | Brain Attack        |  |
|                                       |                       | 11 | Wróg z głębi ziemi        | Invasion from below |  |
|                                       |                       |    |                           |                     |  |